# Schizura apicalis
Schizura apicalis is een vlinder uit de familie van de tandvlinders (Notodontidae). De wetenschappelijke naam van de soort is voor het eerst geldig gepubliceerd in 1886 door Grote & Robinson.